# Wilhelmus Jacobus Mattheüs Christianus Friesen
Wilhelmus Jacobus Mattheüs Christianus Friesen (Grave, 28 november 1846 - Grave, 12 februari 1923) was burgemeester van Grave en een katholiek Tweede Kamerlid voor een periode.
Friesen was een zoon van de koopman Rudolph Christianus Friesen en Dorothea Adriana Hanssen. Hij was koopman/houthandelaar in Grave, en daarna decennialang burgemeester van Grave (1885-1918). Toen in 1901 Jan Harte van Tecklenburg zijn plek als verkozen lid van de Tweede Kamer der Staten-Generaal niet innam vanwege zijn benoeming tot Minister van Financiën, werd Friesen in de naverkiezingen waar hij enig kandidaat was, gekozen. In de Kamer deed hij weinig van zich spreken, en voerde hij vooral drie keer het woord over zaken met betrekking tot Grave en Noordoost-Brabant. In 1905 stelde hij zich niet herkiesbaar.
Hij trouwde in 1876 met Maria Jacqueline Cornelia Wilhelmina Schreuder. Hij had één, buitenhuwelijks, kind.